# Комсомольская организация Сестрорецка
Курортный район Санкт-Петербурга и его центр Сестрорецк в начале XX века были очагами революционного движения в России.

## РКСМ
Революционная организация трудящейся молодёжи Сестрорецка, носившая название «Рабочий юноша», была создана в 1917 году. А в конце марта 1919 года на собрании инициативной группы (в помещении первой партийной коммуны, бывшего пансионата «Санитас», на углу улиц Коммунаров и Новой) состоялось объединение этой организации с заводской молодью. Совместно было принято решение создать социалистическую организацию по примеру петроградской рабочей молодёжи. Первое её собрание, на котором присутствовало 120 человек, состоялось 22 апреля 1919 года в помещении бывшей ремесленной школы.
Собрание открыл Леонид Шушпанов. Затем с докладом выступил лектор Петроградского комитета РКП(б) товарищ Клойэнер. Лектор поставил вопрос о несовместимости религии с коммунизмом. Присутствовавшие на собрание представители купеческой молодёжи после этого стали расходиться. Из пришедших 120 человек осталось 70 — рабочая молодёжь с завода. Они одобрили выступление докладчика. Леонид Шушпанов рассказал о создании Союза молодёжи. После других выступлений был зачитан Устав, а потом производилась запись желающих вступить в члены Союза. Записалось 70 человек. Из них — 25 труженики завода. Был принят Устав и избрано первое правление. В организации числилось 26 девушек, 62 человека имели образование. В первый состав правления вошли: Александров Михаил, слесарь завода; Зарубина Мария, служащая завода; Крюков Александр, слесарь завода; Овсянников Михаил, учащийся; Шушпанов Леонид, член РКП(б), член исполкома горсовета. 27 апреля 1919 года на первом заседании правления, председателем избрали Шушпанова.
На первом заседании обсуждался вопрос о помещении под клуб. Правление поручило А. Крюкову, В. Круглову и Л. Шушпанову осмотреть дом Паншиных по Большой Крестовской улице (ныне Мосина). В этом доме до 1904 года жил Паншин, Александр Никитович — первый русский конькобежец, в 1889 году ставший чемпионом мира. Клуб был создан руками комсомольцев.
На заседании правления 6 мая 1919 года было вынесено постановление просить Коллегиальное управление оружейного завода поставить спектакль в Народной читальне, весь сбор от которого направить на оборудование клуба. Клуб был открыт 25 мая. Расположенное на берегу озера уютное помещение было и прекрасным местом отдыха. Внизу, в маленькой комнате, с видом на озеро и Крестовскую улицу разместилось правление клуба, напротив, через коридор — комната отдыха с мягкой мебелью и большим зеркалом. Рядом с правлением большая комната около 50 м2 была использована для собраний и лекций, две следующие комнаты отданы под библиотеку и кружковую работу. Здесь шло просвещение рабочей молодёжи, воспитание её на революционных традициях большевиков — подпольщиков. В этом клубе шла запись добровольцев в военные отряды при наступлении Юденича, здесь формировались звенья коммунистического отряда города, отсюда выходили ночные патрули комсомольцев на облавы дезертиров, на ночные проверки, обходы и т. п. Тут же были организованы первые после революции оркестры, драмкружок, готовились выездные агитационные группы для работы в деревне. Каждую неделю проводились общие собрания. На собрании впереди всегда сидели подростки 15-летние мальчуганы. Они сидели даже на полу, прижавшись вплотную к столу докладчика, в больших не по росту валенках и сапогах, в залатанных штанах, внимательно слушая докладчиков — вспоминала А. М. Андреева. Лекции читались на темы «О международном положении», «О революции 1905 года», «О февральской революции», «О Парижской коммуне», на антирелигиозные темы, и о вождях мирового пролетариата. Часто проводились вечера «Спайки и смычки», как их тогда называли. В Сестрорецк приезжали комсомольцы из других районов — Левашово, Парголово, Лигово. Рассказывали о своей работе, делились опытом, критиковали недостатки, а затем отдых: игры, катались на лодках, гуляли в парке «Дубки». На такие вечера выдавались по 50 г хлеба и по две конфетки леденцов к чаю. Это для всех тогда было праздником. Проводились и другие мероприятия: заготовка дров, уборка помещений, дворов, ремонты. По воскресеньям ездили по сёлам района со своим оркестром и самодеятельностью. Молодёжь помогала властям города, посещала все демонстрации, ходила на военные занятия.
Через год союз принял программу Рабоче-крестьянского союза молодёжи, а в июле 1919 года Программу и Устав РКСМ. Это была боевая организация Петроградского комсомола. Члены находились на казарменном положении, охраняя город и границу с финнами. Затем были призваны на борьбу с Юденичем. Комсомольцы по призыву партии пошли добровольцами на фронт: Круглов Витя, Ботяков Вася, Ахрапотков Аркадий, Томас Костя, и многие другие. Под Нарвой погиб их командир комсомолец Аркадий Ахрапотков. Ильин Володя и Емельянов Сергей погибли на южном фронте.
Летом 1920 года на губернском съезде РКСМ Шушпанова избирают в состав делегации на знаменитый Ш съезд РКСМ, где выступал Ленин В. И.. В 1920 году комсомол принял активное участие в субботнике по заготовке дров на берегу Финского залива, где от взрыва морской мины погибло 24 человека в том числе и комсомолец Лаврентьев Михаил. Весной 1920 года комсомолу выделили участки земли в Дубках и на Заминках по дороге в Оллилу для возделывания огородов, с целью частичного решения продовольственной проблемы. В марте 1921 года когда во главе с генералом Козловским начался Кронштадтский мятеж, был обстрелян из морских батарей фортов Сестрорецк. Обстрел нанёс большой ущерб городу. Комсомольцы вступали в боевые отряды разведки, агитации и санитарный отряд. Перед ликвидацией мятежа комсомольцы Соломонов В. и Федотов Н. были направлены парламентариями для переговоров на форт Тотлебен, но там их захватили в плен. После допросов Соломонова переправили в Кронштадтскую тюрьму и приговорили к расстрелу. Только быстрая ликвидация мятежа спасла ему жизнь.
У истоков комсомольской организации стояли Шушпанов Л., Петров П., Савинов А., Долгинцев И.-председатели правления Сесв трорецкой организации первых лет. Буров А.-комсомолец с 1922 года, Бурмистров В.-комсомолец с 1924 года, Крюков А., Барковский М., Круглов В., Фёдоров И., Худяков Л. — секретари правления тех лет. В распоряжении организации были четыре яхты, которые обслуживали Андреев и Шушпанов. Была своя футбольная команда без формы и инвентаря. О баскетболе и волейболе ещё не было представления. Был свой струнный оркестр. Партия и комсомол были очень дружны, на этой основе зародилось много семей, которые были особенно крепкими и счастливыми.
Основой организации района была комсомолия завода имени Воскова. В мае 1929 года на заводе был впервые подписан договор о социалистическом соревновании между мастерскими, где большинство комсомольцев были ударниками. В начале 30-х годов в цехах стали создаваться молодёжные производственные бригады. Комсомольцы стали развивать движение «Пятилетку в три года» и первая была выполнена за 2,5 года, а вторя значительно раньше срока, семилетний план был выполнен за 5 лет, поддержали стахановское движение. Комсомольцы завода взяли шефство над стройками БАМа, Дальнего Востока и Сибири.
Заметную роль в организации тех лет играли: конструктор-чертёжник Ботяков Василий, ушедший добровольцем на фронт; член правления заводской организации Александров Михаил, трагически погибший в 1932 году; Ботякова Н. В., Федотов Н. И., Семёнов Б. В., Петров П. В., Петерсон Л. П., Никитина Т. К., Лебедев П. П., Афанасьева А., Аксёнова О., Квятковский В. А., Ершов А. Г., Шилов Л. И.
Активно участвовали комсомольцы в ликвидации разрушений Гражданской войны. Ими был организован пионерский отряд в Сестрорецке. Первыми вожатыми стали Тимофеев К., Кровешников П., Белов П., Виноградова В., Волкова М. Многие комсомольцы тогда вступили ряды Военно-Морского Флота.
В годы ВОВ сотни комсомольцев сражались с фашистами. В их числе был Фёдор Чистяков — слесарь Сестрорецкого завода. Он был в Особом лыжном батальоне. В одном из боёв уничтожил из пулемёта 120 гитлеровцев, за что был награждён орденом Ленина но представлен к званию Героя СССР. Чистяков погиб 2 ноября 1942 года.

## ВЛКСМ
20 октября 2008 года — юбилей ВЛКСМ. Самая крупная молодёжная организация СССР. Для них были Октябрьская революция, Гражданская война, первые пятилетки, ВОВ, подъём целины, нефть Тюмени, БАМ, ГЭС в Сибири, покорение космоса, возрождение санаторно-курортной зоны Ленинграда. Эта слава не прошла мимо сестрорецких комсомольцев: Гультяевой Марии, Дмитриева Игоря, Сиомичева Сергея, Ермолаева Владимира и других. Самая крупная организация была на СИЗе.

### Первыми секретарями были
- 1919 — Шушпанов Леонид Иванович, организатор учредительного собрания, где был избран первым председателем организации рабочей молодёжи.
- по ноябрь 1919 — Ахрапотков Аркадий Константинович (Ист. Кур.р. вып.5, с. 52)[уточнить], технический секретарь РКСМ.
- 1920 — Бутяков Василий Васильевич
- 1920 — Круглов Виктор Павлович
- 1921 — Федотов Николай
- 1926 — Тарачкова (Ершова) Александра Григорьевна
- 1929 — Никитин Д.
- 1930 — Онуфриев Виктор
- 1937 — Тетушкина Н. Д.
- 1939 — Холкин Борис Павлович
- 1940 — Кротов Павел Семёнович
- 1941 — Сновский Яков
- 1943—1944 — Федотова Валентина Васильевна
- 1944 — Мартынов
- 1944—1945 — Артамонов
- 1945 — Болденкова
- 1945—1946 — Николаев
- 1947—1948 — Крючихина
- 1949—1951 — Красавин М. М.
- 1951—1953 — Фатеичев В. Д.
- 1953—1955 — Иванов В. Н.
- 1955—1957 — Корнеев Ю. И.

В это время началось освоение целинных земель после XX съезда партии. От района на целину уехало 525 человек, создавших совхозы «Интернациональный» и «Дзержинский» в Северо-Казахской области, а в Кокчетавской области совхоз «Урожайный».
- 1958—1960 — Востриков Ю. И.
- 1961—1964 — Капустинский В. С.
- 1964—1968 — Гришин В. В.
- 1968—1971 — Шкуратов Д. А.

В 1970 году на заводе им. Воскова было 502 комсомольца, в том числе 340 в ДОСААФ.
- 1971—1974 — Феклистов И. Ф.

В 1972 году в районе было 4120 комсомольцев в 86 организациях, крупнейшие СИЗ и больница.
- 1974—1979 — Меньшов А. А.
- 1980—1982 — Петров В. Н.
- 1982—1983 — Кобзарев В. Н.
- 1984 — Беспалов В. Г.[12].
- 1989 — Андрей Андреев[13].

## Пионерия
Первый пионерский отряд в Сестрорецком районе появился в 1923 году, на базе детского дома им. В. И. Ленина в количестве 25 человек. Но вскоре детский дом реорганизовался, ребята разъехались кто куда. В декабре того же года райком комсомола посылает несколько ребят для организации пионерского отряда при фабзауче. Вскоре 30 мальчишек и девчонок повязали красные галстуки. При районном комитете ВКП(б) для них выделили отдельную комнату, начали вести учёт деятельности этого отряда. Средства доставали на субботниках, коллективный труд сплачивал ребят. В 1924 году уже было четыре отряда из 200 человек, в каждом детском доме появились пионеры. Далеко не все родители отпускали своего ребёнка в пионерский клуб. Рабочие завода им. Воскова взяли шефство над своими пионерами, выделили помещение под центральный клуб, отпустили средства. В октябре 1925 года в Сестрорецке было объединено в отряды 800 человек детворы.
Из воспоминаний пионерки 20-х годов XX века Курчавой Софьи Иосифовны:

«В начале 1923 года в Сестрорецке при райкоме комсомола, где сейчас помещается госпиталь на улице Володарского (напротив завода им. Воскова во дворе маленький домик), был организован первый пионерский отряд. Вожатым был комсомолец Костя Тимофеев, его помощником был Веня Мазуров. Первые пионеры были: Груздев Сергей, Антонов Вася, Александров Лёня, Мазуров Василий, Груздев Борис, Варовы Саша и Вася, Мазуровы Валя и Надя, Викман Клера и др. Наш отряд выезжал в пионерский лагерь на Белой горке. К нам приходили ребята с разных улиц Сестрорецка, Разлива, Курорта тайком от родителей. Ребята с завистью смотрели на нас и на наши красные галстуки и наше знамя, которое всегда охранялось двумя дежурными с посохами — это палка длиной примерно 1,5 м и толщиной 3-4 см по диаметру. Первым пионерам не так-то свободно было ходить по улице в красном галстуке. Были случаи, когда ребята нападали на нас, избивали, отнимали галстуки. Но несмотря ни на что, мы с гордостью шагали по улицам, с радостью отдавая встречным пионерам салют.»

Пионерскими вожатыми разных лет в Сестрорецке были: Белюсова В. Н., Шаронина В. А., Яшин Ю. Н., Владимиров С. Д., Алимова Т. П., Ялшенкова Н., Чудина Г. и др., объединённые в отряд старших пионервожатых «Исток» в Доме пионеров, где с 1969 по 1974 год директором работала Прохорова К. Н., помогавшая правильно организовать работу в дружинах. Методистом по работе с октябрятами была Лебедева А. Н., методистом по поисковой работе — Смелкова Н. Н. Программа работы включала: пионерские сборы, походы в том числе в лес за грибами, экскурсии, тимуровское движение, движение красных следопытов, интернациональные клубы дружбы, игра «Зарница», приём в пионеры, организация музеев, пионерские лагеря «Артек», «Орлёнок», Всесоюзные слёты вожатых, выезды актива в пионерский лагерь «Зеркальный», подготовка концертов художественной самодеятельности в воинских частях Сестрорецкого района, подготовка (репетиции, форма, автобусы) и участие в демонстрациях и парадах на Дворцовой площади Ленинграда, побратимские связи с вожатыми Юрмалы и выезды в другие города СССР, в том числе летом на работу в совхозах Краснодарского края. День рождения пионерской организации 19 мая праздновалось в Зеленогорском ресторане «Олень», где гости и сотрудники ресторана вместе пели пионерские песни, разучивали речовки, танцевали, участвовали в различных конкурсах. В Доме пионеров в 1972 году был создан музей истории пионерской организации.
Летом в Сестрорецке работало около 10 пионерских лагерей, где дети набирались здоровья, сил, занимались спортом, туризмом, проводились конкурсы, вечера песни и другие развлекательные мероприятия. Обязательными атрибутами жизни в лагере были подъём и спуск флага лагеря пионерами сделавшими добрые дела в течение дня. Заканчивалась смена традиционным костром.
Все вожатые учились в Педагогическом институте им. Герцена и в дальнейшем стали учителями, завучами и директорами школ, руководителями народного образования.